# Saltasauridae
Saltasauridae (nomeado em homenagem à região de Salta, na Argentina, onde foram encontrados pela primeira vez) é uma família de saurópodes blindados do Cretáceo Superior. Eles são conhecidos por fósseis encontrados na América do Sul, África, Ásia, América do Norte e Europa. Eles são caracterizados por suas vértebras e pés, que são semelhantes aos do Saltasaurus, o primeiro do grupo a ser descoberto e a fonte do nome. O último e maior do grupo e único encontrado na América do Norte, Alamosaurus, podia chegar até trinta metros de comprimento e foi um dos últimos saurópodes a se extinguir.
A maioria dos saltassaurídeos era menor, cerca de quinze metros de comprimento, e um, Rocasaurus, tinha apenas oito metros de comprimento. Como todos os saurópodes, os saltassaurídeos eram quadrúpedes, seus pescoços e caudas eram mantidos quase paralelos ao solo, e suas pequenas cabeças tinham apenas dentes minúsculos, semelhantes a pinos. Eles eram herbívoros, arrancavam folhas das plantas e as digeriam em seus enormes intestinos. Embora fossem animais grandes, eram menores do que outros saurópodes de sua época, e muitos possuíam defesas adicionais distintas na forma de placas ao longo de suas costas.

## Descrição
Como saurópodes, os Saltasauridae são saurísquios herbívoros com o plano corporal característico de uma cabeça pequena, pescoço longo, quatro pernas eretas e uma cauda contrabalançada. A maioria dos saurópodes é do clado Neosauropoda, que é dividido em Diplodocoidea de dentes estreitos e Macronaria de dentes largos. Os Macronarianos surgiram no Jurássico e um subclado, o Titanosauria, sobreviveu no Cretáceo e se espalhou pelos continentes. Devido à sua diversidade, ampla distribuição e à natureza fragmentária ou incompleta da maioria dos espécimes, pouco se sabe sobre os titanossauros além de seu tamanho e tendência a ter osteodermas.
Os saltassaurídeos, uma das várias famílias de titanossauros, são reconhecidos pelas convexidades em certas vértebras caudais e pelas marcações em seus ossos coracoides. Todos os saltassaurídeos têm trinta e cinco ou menos vértebras caudais, cada uma das quais é convexa em ambos os lados do seu centro, e a mais próxima da cauda é mais curta do que as outras. Seus ossos coracoides têm margens retangulares no lado anteroventral, bem como um lábio onde encontram o infraglenóide. Os Opisthocoelicaudiinae, uma subfamília dos saltassaurídeos, são únicos por não possuírem falanges nos membros anteriores. Embora o Saltasaurus seja conhecido por possuir osteodermas dorsais, tal blindagem não foram descobertas em todos os saltassaurídeos, e não está claro quando e onde a evolução das osteodermas ocorreu nos saltassaurídeos e titanossauros em geral.

## Classificação
O primeiro saltassaurídeo a ser descoberto foi o Alamosaurus, encontrado pelo paleontólogo Charles Gilmore em Utah em 1922. A próxima espécie não seria descrita até que Opisthocoelicaudia fosse nomeado por Magdalena Borsuk-Bialynicka a partir de um material pós-craniano na Mongólia em 1977. Em 1980, José Fernando Bonaparte e Jaime Powell descobriram o Saltasaurus na Argentina. Este foi o primeiro saurópode a ser descoberto com armadura e provou que os saurópodes prosperaram na América do Sul do Cretáceo. Em 1992, Powell caracterizou os traços de Saltasaurus como suficientes para aferir a sua própria família. Posteriormente, Paul Sereno eventualmente reconheceu uma relação cladística entre Opisthocoelicaudia e Saltasaurus e reforçou a proposição para criação formal da família.
O grupo é definido pelas características compartilhadas por todos com os dois membros mais conhecidos, Saltasaurus e Opisthocoelicaudia. que tipificam as duas subfamílias, Saltasaurinae e Opisthocoelicaudiinae. Os paleontólogos J Wilson e P Upchurch definiram os Saltasauridae em 2003 como o clado menos inclusivo contendo Opisthocoelicaudia skarzynskii, e Saltasaurus loricatus, seu ancestral comum mais recente, e todos os descendentes dessa espécie.
Abaixo, segue o cladograma de Saltasauridae por Navarro et al., 2022 na análise filogenética do gênero brasileiro Ibirania:
|  | Opisthocoelicaudia |
|  |                    |
|  | Nemegtosaurus      |
|  |                    |

|  | Alamosaurus |
|  |             |
|  | Baurutitan  |
|  |             |

|  | Ibirania                                                 |
|  |                                                          |
|  | \| \| Bonatitan \| \| \| \| \| \| Rocasaurus \| \| \| \| |
|  |                                                          |
|  | Bonatitan                                                |
|  |                                                          |
|  | Rocasaurus                                               |
|  |                                                          |

|  | Bonatitan  |
|  |            |
|  | Rocasaurus |
|  |            |

|  | Neuquensaurus                                                  |
|  |                                                                |
|  | \| \| MACN-PV-RN 233 \| \| \| \| \| \| Saltasaurus \| \| \| \| |
|  |                                                                |
|  | MACN-PV-RN 233                                                 |
|  |                                                                |
|  | Saltasaurus                                                    |
|  |                                                                |

|  | MACN-PV-RN 233 |
|  |                |
|  | Saltasaurus    |
|  |                |

|  | Ibirania                                                 |
|  |                                                          |
|  | \| \| Bonatitan \| \| \| \| \| \| Rocasaurus \| \| \| \| |
|  |                                                          |
|  | Bonatitan                                                |
|  |                                                          |
|  | Rocasaurus                                               |
|  |                                                          |

|  | Bonatitan  |
|  |            |
|  | Rocasaurus |
|  |            |

|  | Neuquensaurus                                                  |
|  |                                                                |
|  | \| \| MACN-PV-RN 233 \| \| \| \| \| \| Saltasaurus \| \| \| \| |
|  |                                                                |
|  | MACN-PV-RN 233                                                 |
|  |                                                                |
|  | Saltasaurus                                                    |
|  |                                                                |

|  | MACN-PV-RN 233 |
|  |                |
|  | Saltasaurus    |
|  |                |

|  | Alamosaurus |
|  |             |
|  | Baurutitan  |
|  |             |

|  | Ibirania                                                 |
|  |                                                          |
|  | \| \| Bonatitan \| \| \| \| \| \| Rocasaurus \| \| \| \| |
|  |                                                          |
|  | Bonatitan                                                |
|  |                                                          |
|  | Rocasaurus                                               |
|  |                                                          |

|  | Bonatitan  |
|  |            |
|  | Rocasaurus |
|  |            |

|  | Neuquensaurus                                                  |
|  |                                                                |
|  | \| \| MACN-PV-RN 233 \| \| \| \| \| \| Saltasaurus \| \| \| \| |
|  |                                                                |
|  | MACN-PV-RN 233                                                 |
|  |                                                                |
|  | Saltasaurus                                                    |
|  |                                                                |

|  | MACN-PV-RN 233 |
|  |                |
|  | Saltasaurus    |
|  |                |

|  | Ibirania                                                 |
|  |                                                          |
|  | \| \| Bonatitan \| \| \| \| \| \| Rocasaurus \| \| \| \| |
|  |                                                          |
|  | Bonatitan                                                |
|  |                                                          |
|  | Rocasaurus                                               |
|  |                                                          |

|  | Bonatitan  |
|  |            |
|  | Rocasaurus |
|  |            |

|  | Neuquensaurus                                                  |
|  |                                                                |
|  | \| \| MACN-PV-RN 233 \| \| \| \| \| \| Saltasaurus \| \| \| \| |
|  |                                                                |
|  | MACN-PV-RN 233                                                 |
|  |                                                                |
|  | Saltasaurus                                                    |
|  |                                                                |

|  | MACN-PV-RN 233 |
|  |                |
|  | Saltasaurus    |
|  |                |

|  | Opisthocoelicaudia |
|  |                    |
|  | Nemegtosaurus      |
|  |                    |

|  | Alamosaurus |
|  |             |
|  | Baurutitan  |
|  |             |

|  | Ibirania                                                 |
|  |                                                          |
|  | \| \| Bonatitan \| \| \| \| \| \| Rocasaurus \| \| \| \| |
|  |                                                          |
|  | Bonatitan                                                |
|  |                                                          |
|  | Rocasaurus                                               |
|  |                                                          |

|  | Bonatitan  |
|  |            |
|  | Rocasaurus |
|  |            |

|  | Neuquensaurus                                                  |
|  |                                                                |
|  | \| \| MACN-PV-RN 233 \| \| \| \| \| \| Saltasaurus \| \| \| \| |
|  |                                                                |
|  | MACN-PV-RN 233                                                 |
|  |                                                                |
|  | Saltasaurus                                                    |
|  |                                                                |

|  | MACN-PV-RN 233 |
|  |                |
|  | Saltasaurus    |
|  |                |

|  | Ibirania                                                 |
|  |                                                          |
|  | \| \| Bonatitan \| \| \| \| \| \| Rocasaurus \| \| \| \| |
|  |                                                          |
|  | Bonatitan                                                |
|  |                                                          |
|  | Rocasaurus                                               |
|  |                                                          |

|  | Bonatitan  |
|  |            |
|  | Rocasaurus |
|  |            |

|  | Neuquensaurus                                                  |
|  |                                                                |
|  | \| \| MACN-PV-RN 233 \| \| \| \| \| \| Saltasaurus \| \| \| \| |
|  |                                                                |
|  | MACN-PV-RN 233                                                 |
|  |                                                                |
|  | Saltasaurus                                                    |
|  |                                                                |

|  | MACN-PV-RN 233 |
|  |                |
|  | Saltasaurus    |
|  |                |

|  | Alamosaurus |
|  |             |
|  | Baurutitan  |
|  |             |

|  | Ibirania                                                 |
|  |                                                          |
|  | \| \| Bonatitan \| \| \| \| \| \| Rocasaurus \| \| \| \| |
|  |                                                          |
|  | Bonatitan                                                |
|  |                                                          |
|  | Rocasaurus                                               |
|  |                                                          |

|  | Bonatitan  |
|  |            |
|  | Rocasaurus |
|  |            |

|  | Neuquensaurus                                                  |
|  |                                                                |
|  | \| \| MACN-PV-RN 233 \| \| \| \| \| \| Saltasaurus \| \| \| \| |
|  |                                                                |
|  | MACN-PV-RN 233                                                 |
|  |                                                                |
|  | Saltasaurus                                                    |
|  |                                                                |

|  | MACN-PV-RN 233 |
|  |                |
|  | Saltasaurus    |
|  |                |

|  | Ibirania                                                 |
|  |                                                          |
|  | \| \| Bonatitan \| \| \| \| \| \| Rocasaurus \| \| \| \| |
|  |                                                          |
|  | Bonatitan                                                |
|  |                                                          |
|  | Rocasaurus                                               |
|  |                                                          |

|  | Bonatitan  |
|  |            |
|  | Rocasaurus |
|  |            |

|  | Neuquensaurus                                                  |
|  |                                                                |
|  | \| \| MACN-PV-RN 233 \| \| \| \| \| \| Saltasaurus \| \| \| \| |
|  |                                                                |
|  | MACN-PV-RN 233                                                 |
|  |                                                                |
|  | Saltasaurus                                                    |
|  |                                                                |

|  | MACN-PV-RN 233 |
|  |                |
|  | Saltasaurus    |
|  |                |

## Paleobiologia

### Alimentação
Como todos os titanossauros, os saltassaurídeos possuíam dentes pequenos, semelhantes a pinos, que não eram utilizáveis para mastigar. Coprólitos de um titanossauro não identificado encontrado na Índia sugerem uma dieta de coníferas, cicadáceas e espécies antigas de gramíneas.

### Armadura

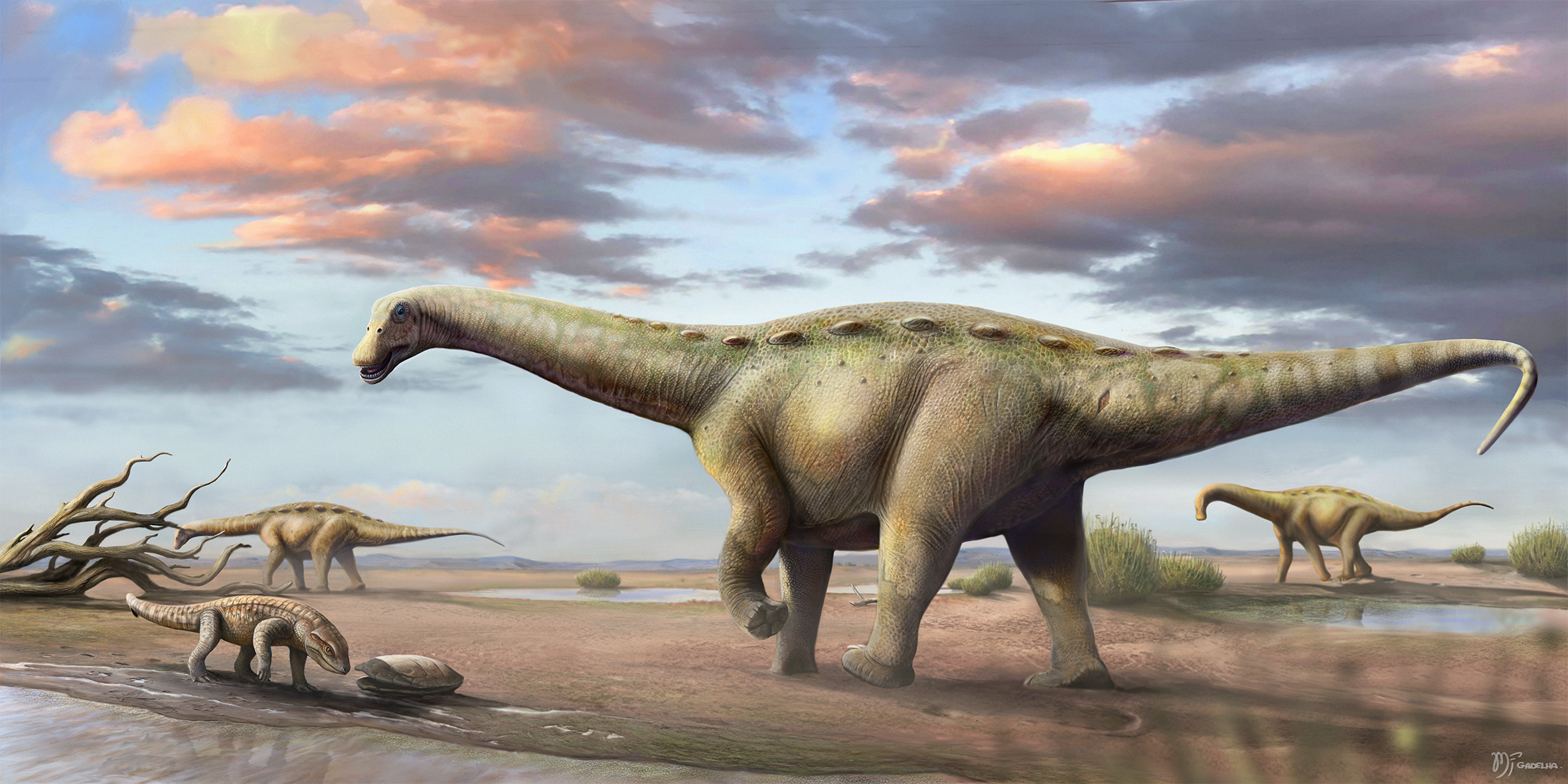
Restauração de um Ibirania, com as osteodermas do dorso em evidência

As osteodermas do Saltasaurus consistiam em numerosas placas ósseas grandes incrustadas na pele dorsal, cada uma cercada por um padrão de placas menores. As osteodermas grandes continham alguns espaços ocos para vasos sanguíneos e osso trabecular esponjoso, enquanto os pequenos eram sólidos. Pedaços de pele de titanossauros do Cretáceo não identificados revelaram padrões de escamas semelhantes em embriões (uma grande escama cercada por dez menores), mas nenhum osso ou estrutura mineralizada, sugerindo que, como os crocodilos, os saltassaurídeos que possuíam armadura só a desenvolveram algum tempo após a eclosão. A análise das osteodermas do titanossauro Rapetosaurus revelou que os ossos eram ocos em adultos, enquanto os dos juvenis eram peças sólidas semelhantes às dos crocodilos. A paleontóloga Kristina Curry Rogers, que fez essa descoberta, teorizou que os animais adultos usavam suas osteodermas ocas para armazenar minerais durante os períodos de vacas magras. Não se sabe se algum dos Saltasauridae usou suas osteodermas de maneira semelhante

### Reprodução

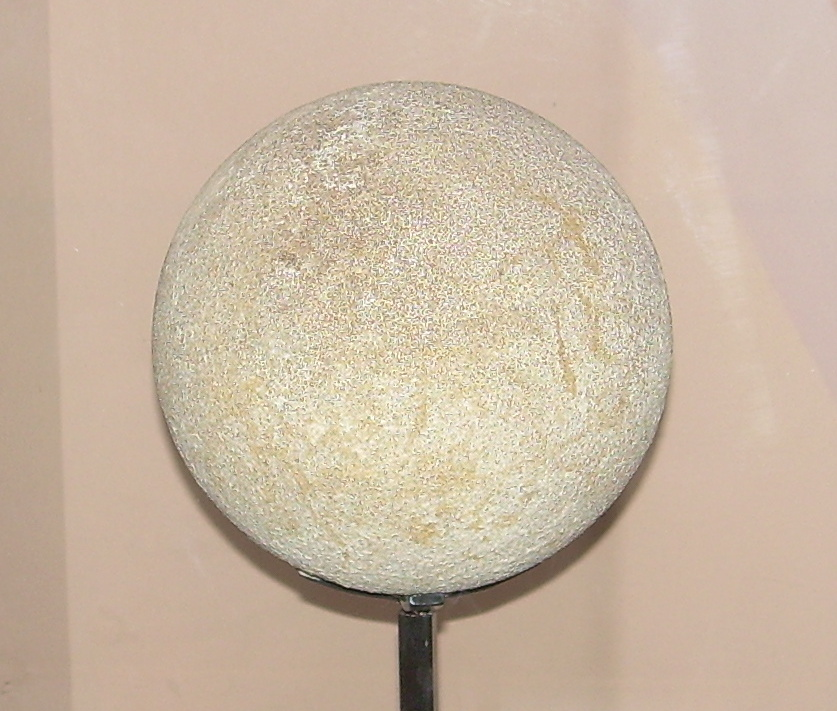
Amostra de um ovo de Saltasaurus, Museu Norte-Americano de Vida Antiga, Estados Unidos

O mesmo sítio de escavação argentino, Auca Mahuevo, que forneceu informações sobre a pele embrionária, também rendeu informações sobre os hábitos de nidificação dos titanossauros, mas não especificamente dos saltassaurídeos. Os ninhos foram construídos na superfície empilhando detritos em um anel ao redor dos ovos, com os próprios ovos deixados descobertos. Cada ovo era poroso e esférico, com cerca de 14 cm de diâmetro, e eram colocados em ninhadas. Os embriões mostram rostro e narinas menores perto da porção anterior do rosto em comparação com os titanossauros adultos, sugerindo que as narinas podem ter se movido em direção à parte de trás da cabeça conforme o animal crescia.

## Paleogeografia
Muitos saltassaurídeos fragmentários foram descobertos desde 1980, colocando os membros da família em territórios tão amplamente dispersos quanto a atual Austrália, Madagascar e França, além de suas natividades conhecidas anteriormente na América do Norte e do Sul. Como os outros titanossauros, os saltassaurídeos eram um grupo bem-sucedido e disseminado em todos os continentes no Cretáceo.